# Dubienka (gemeente)
De gemeente Dubienka is een landgemeente in het Poolse woiwodschap Lublin, in powiat Chełmski.
De zetel van de gemeente is in Dubienka.
Op 30 juni 2004 telde de gemeente 2803 inwoners.

## Oppervlakte gegevens
In 2002 bedroeg de totale oppervlakte van gemeente Dubienka 96,26 km², waarvan:
- agrarisch gebied: 66%
- bossen: 20%

De gemeente beslaat 5,41% van de totale oppervlakte van de powiat.

## Demografie
Stand op 30 juni 2004:
| Omschrijving                   | Totaal | Totaal | Vrouwen | Vrouwen | Mannen | Mannen |
| ------------------------------ | ------ | ------ | ------- | ------- | ------ | ------ |
| eenheid                        | aantal | %      | aantal  | %       | aantal | %      |
| inwoners                       | 2803   | 100    | 1406    | 50,2    | 1397   | 49,8   |
| bevolkingsdichtheid (inw./km²) | 29,1   | 29,1   | 14,6    | 14,6    | 14,5   | 14,5   |

In 2002 bedroeg het gemiddelde inkomen per inwoner 1636,09 zł.

## Plaatsen
Brzozowiec, Dubienka, Holendry, Janostrów, Jasienica, Józefów, Kajetanówka, Krynica, Lipniki, Mateuszowo, Nowokajetanówka, Radziejów, Rogatka, Siedliszcze, Skryhiczyn, Stanisławówka, Starosiele, Tuchanie, Uchańka, Zagórnik.

## Aangrenzende gemeenten
Białopole, Dorohusk, Horodło, Żmudź. De gemeente grenst aan Oekraïne.